# Josef Fitzthum
Josef Fitzthum (14 de septiembre de 1896 - 10 de enero de 1945) fue un miembro austríaco de alto rango de las SS y Representante Especial del Reichsführer-SS en Albania durante la II Guerra Mundial.

## Carrera
Nacido en 1896, Josef Fitzthum se alistó en el Ejército austrohúngaro en 1916 y fue desplegado en el frente italiano. En enero de 1919 fue licenciado del ejército, y entre 1923 y 1933 trabajó como secretario en la Escuela de Artes Aplicadas de Viena. Fitzthum se unió al Partido Nazi en 1931 (número de carnet 363.169) y en 1932 a las SS (número de carnet 41.936). En abril de 1932 se unió al XI SS Standard en Viena, que dirigió desde septiembre de 1932 durante seis meses. Después de su expatriación de Austria, con inicio en marzo de 1936, fue nombrado SS-Standartenführer a tiempo completo. En mayo de 1936 fue destinado al SS Germania.
Entre octubre de 1937 y marzo de 1938 estuvo involucrado en actividades del SD. Tras el Anschluss fue designado vicejefe de policía en Viena entre el 12 de marzo de 1938 y marzo de 1940. En marzo de 1938 estuvo envuelto en varios encuentros de alto perfil y ceremonias públicas con Heinrich Himmler, Kurt Daluege, Karl Wolff, Reinhard Heydrich y Ernst Kaltenbrunner revisando las fuerzas de policía austriacas en Viena. En 1940 fue expulsado de su puesto tras acusaciones de corrupción. En 1940 Fitzthum fue transferido a las Waffen-SS y nombrado como comandante de infantería en la SS-Totenkopfverbände. Entre mediados de abril de 1942 y mayo de 1943 estuvo en los Países Bajos como comandante para la fundación del Aufstellung von Freiwilligen-Verbänden der Waffen-SS (asociaciones voluntarias de las Waffen-SS).

## Nombramiento en Albania

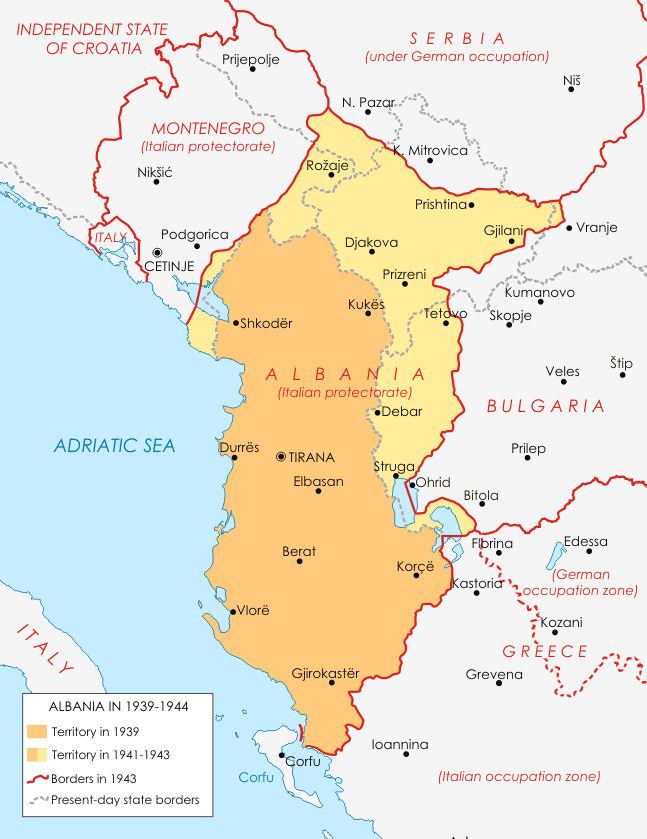
Albania durante la II Guerra Mundial.

Entre octubre de 1943 y el 11 de enero de 1945 1945 Fitzthum fue nombrado Representante Especial del Reichsführer-SS por Heinrich Himmler para actuar como su plenipotenciario personal en Albania. Como antiguo jefe de policía de Viena la principal tarea declarada de Fitzthum era reconstruir la fuerza de policía albanesa. Sin embargo, pronto concibió la idea de levantar una Legión Albanesa como habían hecho los austríacos aquí durante la I Guerra Mundial pero dentro de las Waffen SS. Como consecuencia, entre abril y junio de 1944 Fitzthum organizó el reclutamiento y entrenamiento de la 21.ª División de Montaña Waffen SS Skanderbeg (1.ª Albanesa).
Dentro de la política albanesa de guerra, se opuso abiertamente a colaborar con la facción Zogist/Realista. Experimentado luchador político, Fitzthum rápidamente monopolizó tanto los poderes del Reich en Albania (usurpando incluso los del Ministerio de Exteriores Alemán) y del sistema político albanés local de la administración. En agosto de 1944 fue promovido a SS Gruppenführer und Generalleutnant der Waffen-SS y le otorgó poderes muy amplios. En septiembre de 1944 nombró directamente a un "comité de control" de tres hombres para Tirana que incluía a Prengë Previzi (un oscuro colaborador político), el jefe formal de la policía secreta albanesa bajo los nazis, y el General Gustav von Myrdacz (un oficial militar austríaco que se retiró a Tirana después de la I Guerra Mundial).
"Oficiales del ejército regular denunciaron a ola de arrestos de Fitzthum así como el transporte de unos 400 prisioneros albaneses fuera de Albania, contraviniendo directamente los acuerdos existentes." Para el 2 de octubre de 1944, cuando los alemanes decidieron formalmente evacuar Albania, Fitzthum era probablemente el hombre más poderoso de todo el país. Durante la retirada, Fitzthum ayudó a Xhafer Deva a montar, armar y equipar una administración local y fuerza de defensa en Kosovo. A su retorno al Tercer Reich fue destinado a la 18.ª División de Voluntarios de Granaderos Panzer SS Horst Wessel como comandante entre el 3 y el 10 de enero de 1945, cuando Fitzthum murió en un accidente de automóvil en Wiener Neudorf. Está enterrado en Viena en el Cementerio Grinzinger (Grupo 22/Fila 10/Número 9).